# Astra Lanz
Astra Lanz (Erba, 2 aprile 1976) è un'attrice italiana.

## Biografia
Si forma frequentando corsi di recitazione, laboratori e stage tra cui L'attore europeo fra teatro, danza e musica - corso di alta specializzazione per attori - presso il Teatrodue di Parma e un master class di Anna Strasberg a Torino e Roma. 
Dal 2017 fonda l'associazione culturale Agharti, realizzando nell'estate del medesimo anno lo spettacolo itinerante Shakespeare R-Evolution. L'anno successivo, lavora al progetto Pagina 121 righe 11 e 12, una libera interpretazione di alcune opere del drammaturgo russo Anton Cechov. Crea inoltre il laboratorio teatrale Compagnia della noce coinvolgendo i detenuti della casa circondariale di Sondrio.

## Filmografia

### Cinema
- Le ombre rosse, regia di Citto Maselli (2009)
- Destini, regia di Luciano Luminelli (2019)
- Urka Burka, regia di Giorgio Bonecchi Borgazzi - Cortometraggio (2010)
- Biccheri, regia di Federico Fasulo - Cortometraggio (2022)

### Televisione
- Terapia d'urgenza (2008, episodio Genitori e figli)
- Fratelli detective (2012)
- Don Matteo (ruolo Suor Maria) (2008-2020)
- Non uccidere (2018, episodi 2x23-2x24)
- La fortuna di Laura, regia di Alessandro Angelini – film TV (2022)

## Teatro
- Alle cinque della sera, regia di Shahroo Kheradmand
- Mostro, regia di M. Farau
- Zio Vania, di A. Cechov
- Il gabbiano, regia di G. Nanni
- Morire (o no), regia di M. Kustermann
- Moravia, regia di G. Nanni
- La locandiera, regia di G. Nanni
- Il giardino dei ciliegi, regia di G. Nanni
- Il fu Mattia Pascal, regia di A. Micheletti
- Cardiff East, regia di T. Stark
- La morte e la fanciulla
- Le presidentesse, regia di F. Cherstich
- Delitto e castigo, regia di L. Chiappara
- Il viaggio a Reims, marionettista, regia di L. Ronconi, Teatro comunale di Bologna
- Camille, regia A. Lanz